# Literatura (folyóirat, 1926–1938)
Literatura irodalmi és kulturális folyóirat 1926-1938 közt. Periodicitás: havonként, 1938 januártól havonta kétszer. 1938 decemberében betiltották.

## Irányvonal, munkatársak
A lapot alapította és szerkesztette Supka Géza. A későbbi könyvismertető lapok színvonalas előzménye. Az illusztrált könyvmagazin felhívta a figyelmet mind a hazai, mind a külföldi könyvújdonságokra, s az irodalmi élettel kapcsolatos fontosabb eseményekre. Színvonalas interjúkat adott közre kortárs írókkal, elsőként szorgalmazta könyvnapok szervezését. Számos irodalmi társaság (La Fontaine Társaság, Magyar Irodalmi és Művészeti Szövetség, Magyar Könyvtárosok és Levéltárosok Egyesülete, Vajda János Társaság stb.) tagjai jelentkeztek ismeretterjesztő írásaikkal a lap hasábjain.